# Kabelske
Die Kabelske [kaˈbɛlskə] (früher auch Kaubelske, Kubelitze oder Kaubitze) ist linker Zufluss und größter Nebenbach der Reide im sächsischen Landkreis Nordsachsen, sowie im Saalekreis und dem Osten der Stadt Halle (Saale) im südlichen Sachsen-Anhalt.
Ihre Entstehung wird in den Saale-Komplex datiert. Der Name des Flusses stammt vom slawischen Wort Kobyla („Stute“) ab und wurde urkundlich um 1385 als Kobylica („Stutenbach“), der Stelle, an der Stuten gehalten wurden, erwähnt.
Die ursprüngliche Quelle lag auf dem heutigen Gelände des Flughafens Leipzig-Halle auf dem Katastralgebiet von Schkeuditz. Durch Tieferlegungen und Regulierungen des Laufes ist der heutige Beginn der Kabelske ein verrohrter Zufluss in ein Sammelbecken für Oberflächenwasser am Westrand des Flughafens. Sie fließt anschließend nach Nordwesten, unterquert die A 9 und die Neubaustrecke Erfurt–Leipzig/Halle nahe Gröbers.
Das Gewässer durchfließt fast ausschließlich das Gebiet der nach ihm benannten Einheitsgemeinde Kabelsketal mit den Ortschaften Beuditz, Schwoitsch, Benndorf sowie die Ortsteile Naundorf und Kleinkugel der Ortschaft Dölbau. Schließlich erreicht die Kabelske den Halleschen Stadtteil Kanena, wo sie von links in die Reide mündet, die ihrerseits nach 6,5 km bei Osendorf in die Weiße Elster mündet.